# Collectif des centres de documentation en histoire ouvrière et sociale
Le Collectif des centres de documentation en histoire ouvrière et sociale (Codhos) fédère depuis 2001 des centres de recherches universitaires, des fondations privées, des organismes proches des partis et des syndicats, des institutions publiques pour faciliter l’information et les échanges entre les membres et développer des outils pour éviter la dispersion des sources relatives au mouvement ouvrier et social.

## Présentation
Constatant la dispersion des archives et de la documentation en histoire sociale et ouvrière en France le CODHOS s'est donné pour but de formaliser l'échange d'informations entre ses membres, d'offrir une structure de discussions et de mise en commun des efforts et, dans certaines opérations, des moyens. Il peut au besoin se présenter comme une structure d'aide pour, par exemple, le sauvetage de documents.
L'association s'est également donnée pour but la création d'instruments de travail utiles aux chercheurs. Le premier de ces instruments est un inventaire des sources écrites relatives aux congrès nationaux des organisations ouvrières et des associations de gauche, de la Commune de Paris jusqu'en 1940,.

## Membres
On trouvera ci-dessous la liste des membres au 7 décembre 2018 :
- Autour du 1er mai
- Archives départementales de la Seine-Saint-Denis
- Association pour la documentation, l'information et l'archivage des mouvements sociaux (ADIAMOS)
- Archives municipales d'Ivry-sur-Seine
- Centre historique des Archives nationales
- Archives nationales du monde du travail (ANMT)
- Archives du féminisme
- Archives du Parti communiste français (PCF)
- La Contemporaine, anciennement Bibliothèque de documentation internationale contemporaine (BDIC)
- Bibliothèque du mouvement ouvrier international (BIMOI)
- CEDIAS-Musée social
- Centre d'études et de recherches sur les mouvements trotskyste et révolutionnaires internationaux (CERMTRI)
- Archives de la Confédération française démocratique du travail (CFDT)
- Confédération française des travailleurs chrétiens (CFTC)
- Centre d'histoire sociale des mondes contemporains (CHS)
- Centre d'histoire du travail (CHT)
- Ciné-Archives, fonds audiovisuel du Parti communiste français et du mouvement ouvrier
- Cité des mémoires étudiantes
- Conservatoire national des archives et de l'histoire de l'éducation spécialisée et de l'action sociale (CNAHES)
- FJ
- Fondation Jean-Jaurès
- Force ouvrière (FO ou CGT-FO)
- Association La fraternelle
- Fédération sportive et gymnique du travail (FSGT)
- Génériques
- Institut français d'histoire sociale (IFHS)
- La Souvarine - Institut Histoire sociale
- Institut d'histoire sociale-CGT (IHS-CGT)
- Institut d'histoire sociale-CGT cheminot (IHS-CGT cheminot)
- Institut d'histoire du temps présent (IHTP-CNRS)
- Institut de recherche et d'étude de la libre-pensée (IRELP)
- Institut de recherches économiques et sociales (IRES)
- Institut de recherche historiques, économiques, sociales et culturelle (IRHESC), créé par la FSU
- Institut de recherche sur l'histoire du syndicalisme enseignant dans le second degré (IRHSES), créé par la SNES-FSU
- Institut des sciences sociales du travail (ISST)
- Institut Tribune socialiste (ITS)
- Musée de l'Histoire vivante
- Bibliothèque de la Fondation Maison des sciences de l'homme (FMSH)
- Office universitaire de recherche socialiste (OURS)
- Pierre Boichu
- Pôle international de ressources de Limoges et du Limousin pour l'histoire du monde du travail et de l'économie sociale (PR2L)
- Association Rassembler, diffuser les archives de révolutionnaires (Radar)
- Institut Marc-Sangnier
- Centre d'histoire de Sciences Po
- Union nationale des syndicats autonomes (UNSA)